# Khalifa AlJaziri
 (octobre 2021).
Pour les articles homonymes, voir Jaziri.
Khalifa AlJaziri (en arabe : خليفة الجزيري), né le 23 juillet 1979, est un entrepreneur émirati et cofondateur de e-Home AUTOMATION, une entreprise qui fournit des technologies de la maison intelligente (domotique) au Moyen-Orient. En 2015, il a été nommé comme le numéro un des chefs d'entreprise par Forbes Middle East,,,.

## Biographie
AlJaziri, est né le 24 septembre 1980 à Dubaï. Après avoir eu son diplôme en architecture et sa maîtrise en urbanisme à l'Université américaine de Sharjah, il a cofondé e-Home AUTOMATION avec son frère en 2003. En 2015, l'entreprise a été classée 2e dans la catégorie de l'innovation par Dubaï SME 100,,,,.